# Tomaszów Lubelski
Tomaszów Lubelski ist eine Stadt im Südosten von Polen. Nachdem sie von 1975 bis 1998 zur ehemaligen Woiwodschaft Zamość gehörte, ist sie seit 1999 der Woiwodschaft Lublin zugeteilt. Tomaszów Lubelski ist der Hauptort des Powiat Tomaszowski und zählte im Jahre 2016 19.550 Einwohner.

## Geschichte

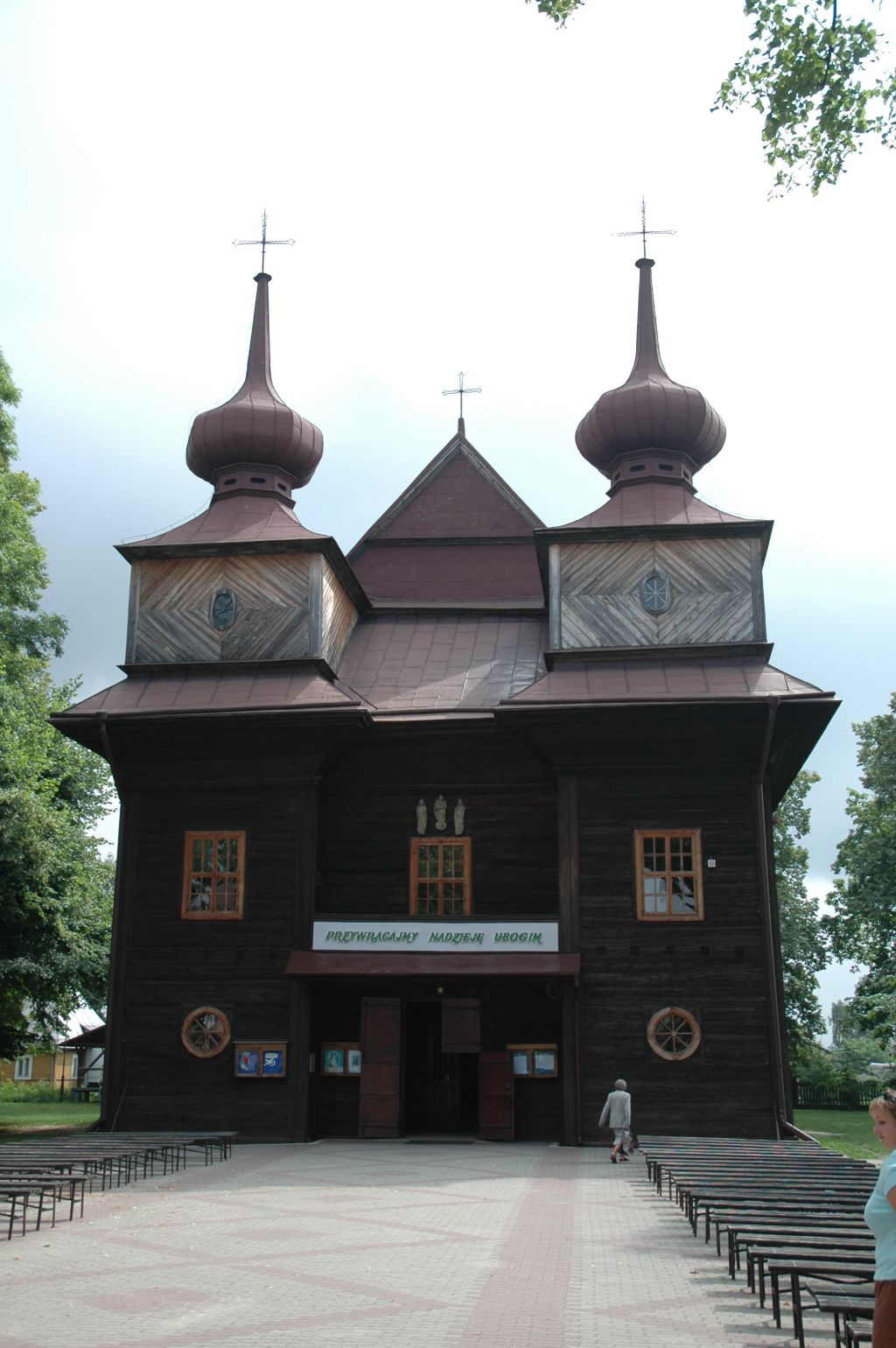
Römisch-katholische Holzkirche in Tomaszów Lubelski (erbaut 1627)

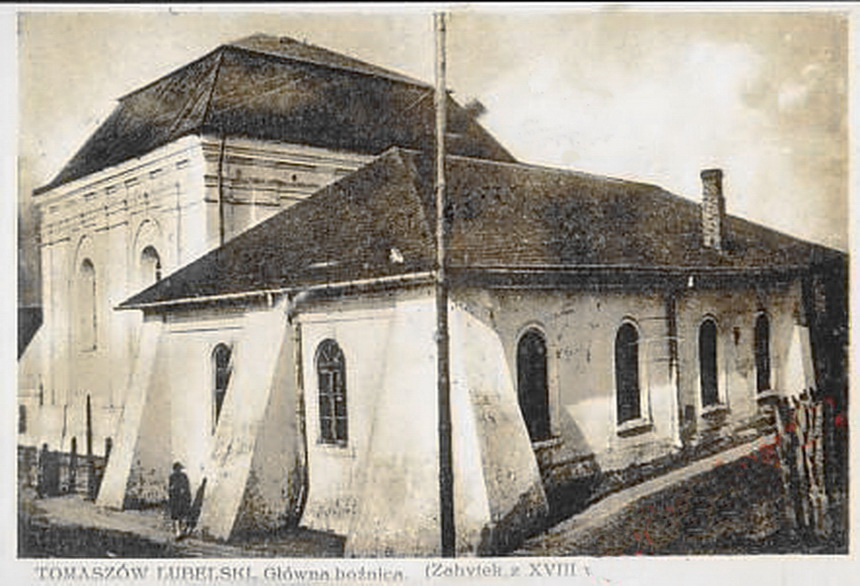
Tomaszów Lubelski, Synagoge

Die Stadt wurde zu Anfang des 17. Jahrhunderts durch Jan Zamoyski gegründet und ist seit 1613 unter ihrem jetzigen Namen bekannt. 1621 erhielt sie das Stadtrecht.
1772 kam sie nach der ersten Teilung Polens zu Österreich (Galizien). In der Zeit der Napoleonischen Kriege wurde sie 1809 als Teil des Zamoscer Kreises an das Herzogtum Warschau abgetreten und gehörte nach dem Wiener Kongress zum russischen Kongresspolen. Danach entstanden einige deutsche Kolonien in der Umgebung, wie z. B. Sabaudia. Während des Ersten Weltkriegs fanden Ende August 1914 während der Schlacht von Komarów in der Umgebung des Ortes schwere Gefechte zwischen russischen und österreichisch-ungarischen Truppen statt.
Bis zum deutschen Überfall auf Polen im Jahre 1939 hatte die Stadt einen bedeutenden jüdischen Bevölkerungsanteil. In der Nähe der Stadt befand sich während der deutschen Besetzung das Vernichtungslager Belzec (1941/42).

## Landgemeinde
Die gmina wiejska Tomaszów Lubelski hat eine Fläche von 170,78 km² und 11.292 Einwohner (Stand 31. Dezember 2020). Zu ihr gehören 29 Ortschaften mit einem Schulzenamt.

## Söhne und Töchter der Stadt
- Mordechai Josef Leiner (1802–1854), chassidischer Rabbiner und Gründer der Izhbitza-Radzyn dynasty.[2][3]
- Leon Pinsker (1821–1891), Wegbereiter des Zionismus und Verfasser der Schrift Autoemanzipation
- Jacob Mincer (1922–2006), Arbeits- und Bildungsökonom an der Columbia University New York
- Moshe Wertman (1924–2011), israelischer Politiker
- Mieczysław Kosz (1944–1973), Jazzpianist
- Joanna Pacuła (* 1957), Schauspielerin
- Monika Skinder (* 2001), Skilangläuferin